# Jastrabie pri Michalovciach
Jastrabie pri Michalovciach es un municipio del distrito de Michalovce en la región de Košice, Eslovaquia, con una población estimada a final del año 2024 de 287 habitantes.
Se encuentra ubicado al noreste de la región, en la cuenca hidrográfica del río Bodrog (afluente derecho del Tisza) y cerca de la frontera con la región de Prešov, Ucrania y Hungría.

## Demografía
| Año        | 1994 | 2004     | 2014     | 2024    |
| ---------- | ---- | -------- | -------- | ------- |
| Población  | 286  | 338      | 293      | 287     |
| Diferencia |      | +18,18 % | −13,31 % | −2,04 % |

| Año        | 2023 | 2024    |
| ---------- | ---- | ------- |
| Población  | 289  | 287     |
| Diferencia |      | −0,69 % |